# Marek Červenka
Marek Červenka (ur. 17 grudnia 1992 w Pradze) – czeski piłkarz występujący na pozycji napastnika w czeskim klubie Sellier & Bellot Vlašim.

## Kariera klubowa
Wychowanek Slavii Praga. Jako junior był wypożyczany do Bohemians 1905, w sezonie 2007/2008, oraz do Meteoru Praga VIII, w sezonie 2008/2009. W sezonie 2011/2012 został włączony do pierwszego składu Slavii, prowadzonego przez Františka Strakę i wypożyczony do Graffinu Vlašim. W Slavii zadebiutował 1 czerwca 2013, w wyjazdowym meczu 30. kolejki 1. Gambrinus ligi, z Vysočiną Igława, gdy w 65. minucie zastąpił na boisku Dávida Škutkę. W kolejnych latach był wypożyczany do Viktorii Žižkov oraz Baníka Sokolov. 15 września 2015, w ramach transakcji wiązanej, trafił na wypożyczenie, wraz z Martinem Dostálem, do Baníka Ostrawa. Z początkiem lipca 2016, związał się z FK Teplice. 23 stycznia 2019, został wypożyczony do końca sezonu, do północnoirlandzkiego Linfield F.C., z którym wywalczył mistrzostwo. W sezonie 2019/2020 był zawodnikiem Baníka Sokolov. 

## Sukcesy

### Drużynowe
Linfield F.C.
- Mistrz Irlandii Północnej: 2018/19

## Życie prywatne
Ma starszego brata, Romana (ur. 1985), który jest hokeistą.